# Julius Petersen (Politiker, 1835)
Julius Petersen (* 25. April 1835 in Landau; † 29. November 1909 in München) war ein deutscher Jurist und Reichstagsabgeordneter.

## Leben
Petersen besuchte von 1848 bis 1852 das Herzog-Wolfgang-Gymnasium in Zweibrücken und studierte von 1852 bis 1856 an den Universitäten München, Heidelberg und Erlangen Rechtswissenschaften mit Promotion zum Dr. iur. Ab 1854 war er Mitglied des Corps Suevia München.
1866 wurde er Assessor beim Landgericht Dürkheim, 1867 beim Bezirksgericht Frankenthal. Von 1868 bis 1871 war er Rechtsanwalt in Zweibrücken und Landau, 1871 wurde er schließlich Kammerpräsident bzw. Landgerichtsdirektor beim Landgericht Straßburg, 1879 Senatspräsident am Oberlandesgericht Colmar.
Von 1869 bis 1871 war er Mitglied des Zollparlaments für den Wahlkreis Germersheim und die Bayerische Fortschrittspartei. 1873 rückte er für knapp ein Jahr durch Nachwahl im Wahlkreis Kaiserslautern für den Abgeordneten Carl Ludwig Golsen in den Deutschen Reichstag nach. Von Oktober 1881 bis April 1883 vertrat er schließlich den Wahlkreis Landau im Reichstag; die beiden Reichstagmandate erhielt er jeweils für die Nationalliberale Partei.
Im April 1883 legte er in Folge seiner Ernennung zum Reichsgerichtsrat sein Mandat nieder. Er trat in den 1. Strafsenat ein. 14 Jahre gehörte er bis zu seiner Pensionierung 1900 dem II. Zivilsenat an.
Petersen ist der Vater des Literaturwissenschaftlers Julius Petersen (1878–1941).

## Ehrungen
- 15. Januar 1899 Roter Adlerorden II. Klasse mit Eichenlaub[3]
- 1900 Kronenorden II. Klasse mit Stern[4]